# Callonetta leucophrys

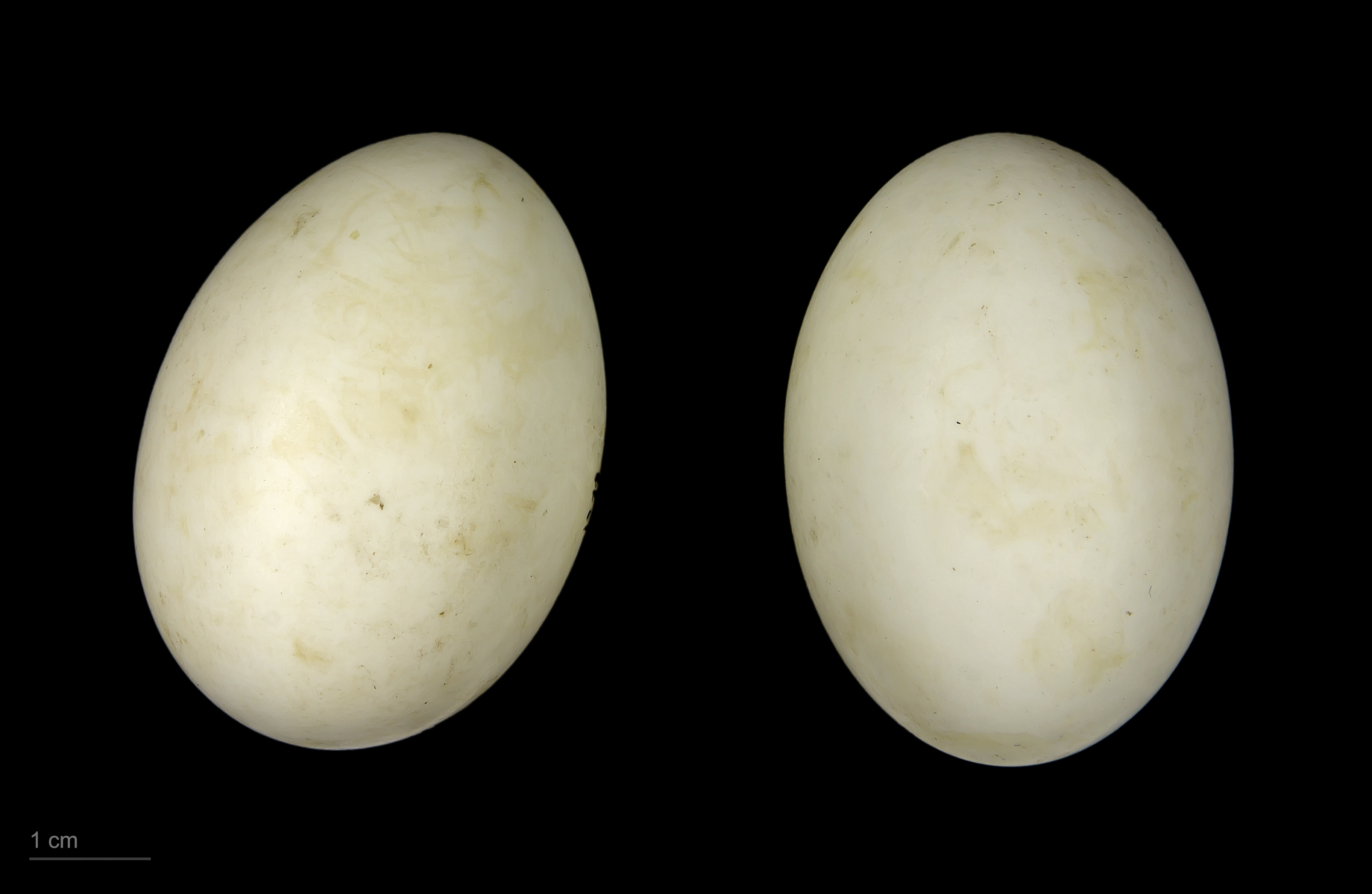
Trứng của vịt Callonetta leucophrys

Callonetta leucophrys là một loài chim trong họ Vịt.
Đây là loài vịt nhỏ của rừng Nam Mỹ. Nó là loài duy nhất của chi Callonetta. Thông thường được đặt với những con vịt Anatinae, loài này thực sự có thể gần gũi hơn với nơi trú ngụ và thuộc về phân họ Tadorninae; người họ hàng gần nhất của nó có thể là loài vịt Chenonetta jubata.